# 阿里·拉齐尼
阿里·拉齐尼（波斯語：‎，1953年5月23日—2025年1月18日），伊朗教士及宗教法官。
拉齊尼出生在哈馬丹省拉贊的一個宗教家庭，曾在庫姆神學院學習。1978年，被阿里·库杜西任命為哈伽尼神學院院長。1980年進入司法體系，任德黑蘭革命法院法官。1988年6月20日伊朗示威之後，任呼羅珊省革命法院院長，對伊朗人民聖戰者組織成員及其支持者判處重刑。1984年取代阿萨多拉·拉杰瓦尔迪，成為德黑蘭革命檢察官。1986年被阿卜杜-卡里姆·穆萨维·阿德比利任命為武裝部隊司法組織負責人。1987年至2012年任教士特別法庭法官。1994年至1999年任德黑蘭省首席大法官。2004年至2009年任行政司法法院院長。2007年至2016年為第四屆專家會議的哈馬丹省代表。
拉齊尼是1988年伊朗處決政治犯事件的參與者之一。據其所說，他是根據何梅尼的直接命令執行的。此外，據伊朗正義人權組織稱，從1988年9月到1月，馬什哈德所有女性政治犯的死刑判決均由拉齊尼法官做出。
1998年1月5日，拉齊尼在下班回家途中遭受了未遂暗殺，伊朗人民聖戰者組織宣稱對此負責。
2025年1月18日，他在最高法院的辦公室內與穆罕默德·穆吉塞一起遭到槍殺，襲擊者隨後自殺身亡。